# Leucopogon hispidus
Leucopogon hispidus är en ljungväxtart som beskrevs av Ernst Georg Pritzel. Leucopogon hispidus ingår i släktet Leucopogon och familjen ljungväxter. Inga underarter finns listade i Catalogue of Life.